# Rhynchospora ayangannensis
Rhynchospora ayangannensis är en halvgräsart som beskrevs av Mark T. Strong. Rhynchospora ayangannensis ingår i släktet småag, och familjen halvgräs. Inga underarter finns listade i Catalogue of Life.